# Lac Esrum
Le lac d'Esrum est un des plus grands lacs du Danemark. 

## Géographie
Le lac d'Esrum est situé au Nord de l'île de Seeland au Danemark, à une quarantaine de kilomètres au nord de Copenhague. Son bassin fluvial couvre une superficie de 62 km². Le lac mesure une dizaine de kilomètres de longueur sur environ trois kilomètres de largeur. Il est alimenté par la rivière Fønstrup Bæk ainsi que par d'autres petits cours d'eau. Son émissaire est la rivière Esrum Å qui se jette dans le détroit de Cattégat.

## Histoire
C'est à proximité de ce lac que l'évêque de Roskilde, Eskil de Lund, fonda l'abbaye d'Esrum en 1151.
Le lac d'Esrum est inscrit dans le réseau Natura 2000 comme réserve naturelle.